# Eugene G. Rochow
Eugene George Rochow (* 4. Oktober 1909 in Newark, New Jersey; † 21. März 2002 in Fort Myers, Florida) war ein US-amerikanischer Chemiker (Anorganische Chemie, Elektronegativität). Er ist für die Entwicklung einer neuen Klasse von industriellen Polymeren, den Silikonen, bekannt.

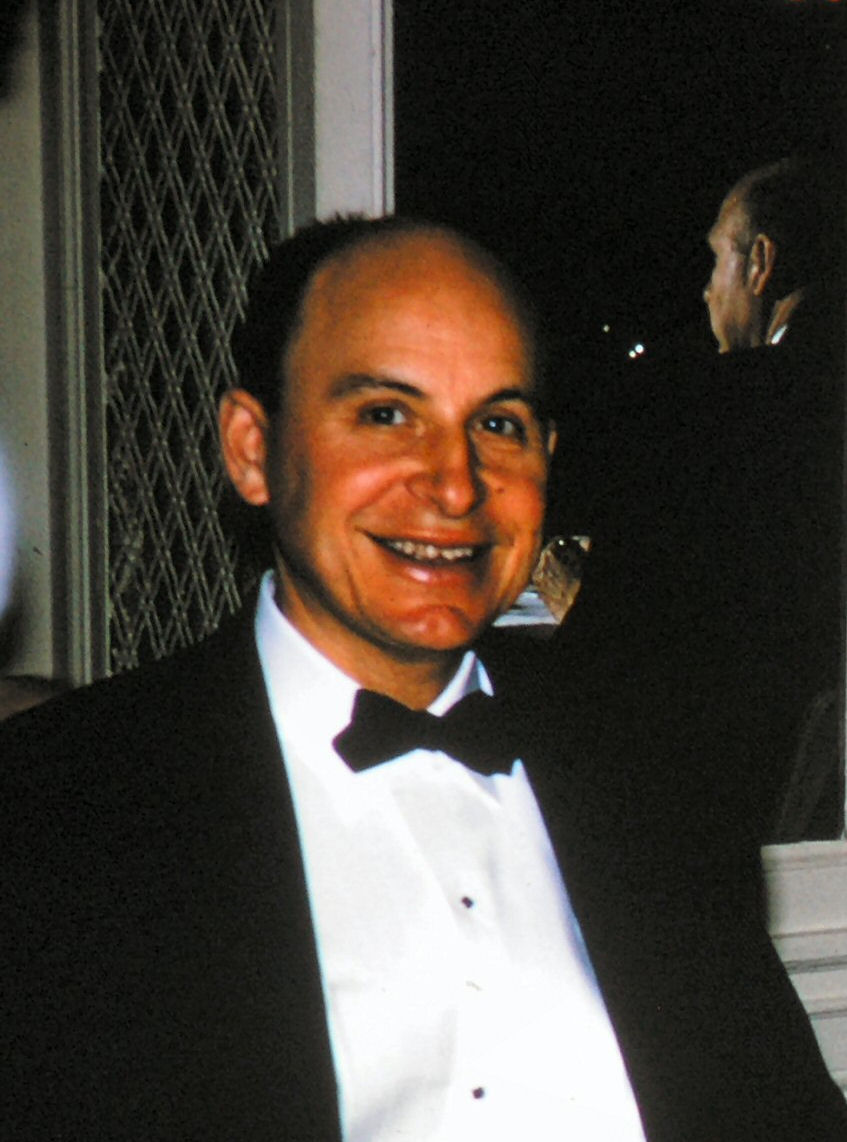
Eugene G.Rochow beim ACS Meeting Detroit 1965

## Leben
Rochow wuchs in Maplewood (New Jersey) auf und besuchte die Columbia High School. In seiner Jugend war er Radiobastler und wollte auch Elektrotechnik studieren, sein Bruder (der schon Chemie studierte) und sein Vater, ein Chemiker in einer Ledergerberei, überzeugten ihn aber, Chemie zu studieren. Er studierte an der Cornell University, an der er 1931 seinen Bachelor-Abschluss erwarb und 1935 promovierte. Dazwischen arbeitete er 1931/32 bei der Halowax Corporation. In Cornell synthetisierte er unter Louis Monroe Dennis, dessen Assistent er war, am Baker Lab neue Germanium-Verbindungen und hörte Gastvorlesungen von Alfred Stock, der ihn stark beeinflusste und dem er damals als Vorlesungsassistent zugewiesen worden war. Danach arbeitete er ab 1935 für General Electric in deren Firma Hotpoint. Obwohl er sich in der Industrie unwohl fühlte, gelang ihm mit Methylsilikon die Entwicklung des damals besten bekannten Isolators, und das, obwohl ihn die Firma dabei nicht unterstützte und er die Entwicklung im Geheimen vollbringen musste (offiziell arbeitete er an Keramiken - Periklas). Mit einer Sturheit, die er auf den Einfluss von Stock zurückführte, gelang es ihm auch trotz Widerstand in der Firma und Streit vor Gericht mit den Corning Glass Works, ein Patent durchzusetzen, und er entwickelte auch eine Synthesemethode zuerst mit Magnesium und dann eine kostengünstige Methode ohne Magnesium, ebenfalls mit wenig Unterstützung der Firma. Das mündete in die später Müller-Rochow-Synthese (Rochow process, direct process) genannte Methode, wozu er auch mit Charles E. Reed einen Wirbelschichtreaktor (fluid bed catalysis) und neben Kupfer Zink als Promotor verwendete. Er beschritt weiter eigene Wege in der Industrieforschung, diesmal in metallorganischer Chemie, als seine Firma aber von ihm verlangte, für die Entwicklung von Kernreaktoren in Schiffen zu forschen, befasste er sich zwar einige Zeit mit Kernchemie (Versetzung nach Richmond (Washington)), verließ aber 1948 die Firma. Rochow war Quäker und damit Pazifist. Er ging an die Harvard University, wo er bald „tenure“ aufgrund seiner pädagogischen Fähigkeiten erhielt. Seine außergewöhnlichen einführenden Chemievorlesungen (Chemie 1) wurden von einem Studentenmagazin damals als black magic 1 und beste Show seit Merlin bezeichnet. 1948 wurde er Associate Professor und 1951 Professor. 1970 wurde er in Harvard emeritiert und war dort danach bis 1996 Professor Emeritus.
Rochow schrieb auch einen Roman über die Ehefrauen von drei bekannten Chemikern (The Holland Sisters: Their Influence on the Success of Their Husbands Perkin, Kipping and Lapworth) und ihren Einfluss auf deren Leben und Karriere. Die drei bekannten Chemiker heirateten drei Schwestern: William Henry Perkin junior heiratete Mina Holland, Frederic Stanley Kipping (ein Freund von Perkin) heiratete Lilian Holland (seine Cousine), Arthur Lapworth (zeitweise Assistent von Kipping) heiratete Kathleen Holland, die jüngste Schwester.
Er war seit 1951 mit Helen Rochow verheiratet.

## Arbeitsthemen
Rochow befasste sich unter anderem mit metallorganischer Chemie, Kernchemie, Keramiken und Chemiepädagogik. Er arbeitete an Organosilicium-Verbindungen und entwickelte im Mai 1940 unabhängig von Richard Müller ein Verfahren zur Herstellung von Organochlorsilanen, welches heute Müller-Rochow-Synthese genannt wird. Sein Verfahren beruhte auf der Verwendung von Kupfer als Katalysator, um eine Reaktion des Siliciums mit Methylchlorid zu bewirken. Mit Albert L. Allred führte er 1958 die Allred-Rochow-Skala der Elektronegativität ein.
In einem Artikel in der New York Times vertrat er die These, dass auf der Erde 15 Milliarden Menschen ernährt werden könnten, wenn man auf vegetarische Ernährung überginge (Herstellung von Proteinen mit Hefe, Umwandlung von Zellulose in Nahrung). Er verteidigte die These auch vehement gegen nachfolgende Kritik in Leserbriefen.
Rochow hielt 38 US-Patente und zahlreiche im Ausland. Von ihm stammen rund 160 wissenschaftliche Veröffentlichungen.

## Ehrungen
1949 wurde Rochow American Academy of Arts and Sciences gewählt. 1983 erhielt er den Alfred-Stock-Gedächtnispreis. 1966 wurde er Ehrendoktor der TU Braunschweig. „Als Anerkennung der hervorragenden Leistungen auf dem Gebiet der siliciumorganischen Chemie“ erhielt er 1992 ein Ehrendoktorat der TU Dresden. 1962 erhielt er die Perkin Medal (was ihm internationale Anerkennung verschaffte), 1965 den Frederic Stanley Kipping Award in siliciumorganischer Chemie, 1951 den Myer Award der American Ceramics Society, 1968 den Chemical Pioneer Award und er war Guggenheim Fellow.
1948 erhielt er einen Master of Art ehrenhalber in Harvard und 1949 die Baekeland Medal der ACS. Für seine Lehre erhielt er 1970 den Award for Excellence in Teaching der Manufacturing Chemists Association und 1971 den Norris Award for Teaching of Chemistry der ACS. Für seine Erfindungen erhielt er 1973 den Inventors Award von General Electric.

## Schriften
- Rochow: An introduction to the chemistry of silicones, 2. Auflage, Wiley 1951
  - Deutsche Übersetzung: Einführung in die Chemie der Silikone, Verlag Chemie, Weinheim 1952
- Rochow: The chemistry of silicone, in: Comprehensive inorganic chemistry, Band VII, Pergamon Press 1975, S. 1323–1467
- Rochow: Silicium und Silicone : Über steinzeitliche Werkzeuge, antike Töpfereien, moderne Keramik, Computer, Werkstoffe für die Raumfahrt, und wie es dazu kam, Springer 1991
- A. L. Allred, E. G. Rochow: A scale of electronegativity based on electrostatic force, in: Journal of Inorganic and Nuclear Chemistry. Band 5, Nr. 4, 1958, S. 264–268
- Rochow, Eduard Krahé: The Holland Sisters : Their influence on the success of their husbands Perkin, Kipping and Lapworth, Springer 2001